# 菱叶绣线菊
菱叶绣线菊（学名：Spiraea × vanhouttei）为蔷薇科绣线菊属下的一个种。

## 扩展阅读
- 維基物種上的相關：菱叶绣线菊